# Топлинна смърт на Вселената
Топлинната смърт на Вселената е хипотеза в космологията, според която Вселената би достигнала състояние с нулева свободна енергия, при което всяко движение би било невъзможно, а ентропията би достигнала своя максимум. Хипотезата е предложена за пръв път в средата на 19 век от Уилям Томсън.
Ако топологията на Вселената е отворена или плоска, или ако тъмната енергия е положителна космологична константа (и двете съответстващи на текущите данни), Вселената ще продължи да се разширява завинаги и се очаква да настъпи топлинна смърт,  с охлаждане на Вселената, за да достигне равновесие при много ниска температура след много дълъг период от време.